# اچ‌دی ۲۴۰۲۱۰
اچ‌دی ۲۴۰۲۱۰ یک ستاره است که در صورت فلکی ذات‌الکرسی قرار دارد.